# Когомологии де Рама
Когомологии де Рама — теория когомологий, основанная на дифференциальных формах,
и применяемая в теориях гладких и алгебраических многообразий.
Названы в честь швейцарского математика де Рама.
{\displaystyle k}-мерная группа когомологий де Рама многообразия {\displaystyle M} обычно обозначается {\displaystyle H_{\mathrm {dR} }^{k}(M)}.

## Гладкие многообразия

### Определения

#### Через коцепной комплекс
Комплексом де Рама называется коцепной комплекс внешних дифференциальных форм на гладком многообразии {\displaystyle M} с внешним дифференциалом {\displaystyle d\,^{k}} в качестве дифференциала.
{\displaystyle 0\to \Omega ^{0}(M){\stackrel {d^{0}}{\to }}\Omega ^{1}(M){\stackrel {d^{1}}{\to }}\Omega ^{2}(M){\stackrel {d^{2}}{\to }}\Omega ^{3}(M)\to \ldots }
Здесь {\displaystyle \Omega ^{0}(M)} — пространство гладких функций на {\displaystyle M}, {\displaystyle \Omega ^{1}(M)} — пространство 1-форм, то есть {\displaystyle \Omega ^{k}(M)} — пространство {\displaystyle k}-форм. Заметим, что {\displaystyle d^{k+1}d^{k}=0}.
{\displaystyle k}-мерная группа когомологий {\displaystyle H^{k}} этого коцепного комплекса является его мерой точности в {\displaystyle k}-м члене и определяется как
{\displaystyle H^{k}(\Omega ^{\bullet },\;d^{\bullet })=\operatorname {Ker} d^{k}/\operatorname {Im} d^{k-1}.}
- Форма {\displaystyle \alpha \in \Omega ^{k}(M)} называется замкнутой, если {\displaystyle d^{k}\alpha =0}, в этом случае {\displaystyle \alpha \in \operatorname {Ker} d^{k}}.
- Форма {\displaystyle \alpha \in \Omega ^{k}(M)} называется точной, если {\displaystyle \alpha =d^{k-1}\gamma }, для некоторой {\displaystyle \gamma \in \Omega ^{k-1}}, то есть {\displaystyle \alpha \in \operatorname {Im} d^{k-1}}.

Заметим, что всякая точная форма является замкнутой.

#### Как класс эквивалентности форм
Более геометрически, идея когомологий де Рама состоит в том, чтобы классифицировать замкнутые формы на многообразии: две замкнутые формы {\displaystyle \alpha } и {\displaystyle \beta } в {\displaystyle \Omega ^{k}(M)} называются когомологичными, если они отличаются на точную форму, то есть их разность {\displaystyle \alpha -\beta =d\gamma } является точной формой. Это определение порождает отношение эквивалентности на множестве замкнутых форм в {\displaystyle \Omega ^{k}(M)}.
Когомологическим классом {\displaystyle [\alpha ]} формы {\displaystyle \alpha } называется множество всех замкнутых форм, отличающихся от {\displaystyle \alpha } на точную форму — то есть множество форм вида {\displaystyle \alpha +d\gamma }.
{\displaystyle k}-мерная группа когомологий де Рама {\displaystyle H_{\mathrm {dR} }^{k}(M)} — это факторгруппа всех замкнутых форм в {\displaystyle \Omega ^{k}(M)} по подгруппе точных форм.
Заметим, что для многообразия {\displaystyle M}, имеющего {\displaystyle N} связных компонент,
{\displaystyle H_{\mathrm {dR} }^{0}(M)\cong \mathbf {R} ^{N}.}
Действительно, формы степени 0 — это скалярные функции. Замкнутость означает, что функции имеют нулевую производную, то есть постоянны на каждой компоненте связности многообразия.

### Теорема де Рама
Теорема Стокса является выражением двойственности между когомологиями де Рама и гомологиями цепных комплексов. А именно, ключевое следствие из теоремы состоит в том, что «интегралы от замкнутой формы по гомологичным цепям равны»: если {\displaystyle \omega } — замкнутая {\displaystyle k}-форма, а {\displaystyle M} и {\displaystyle N} — гомологичные {\displaystyle k}-цепи (то есть {\displaystyle M-N} является границей {\displaystyle (k+1)}-мерной цепи {\displaystyle W}), то
{\displaystyle \int \limits _{M}\omega =\int \limits _{N}\omega ,}
поскольку их разность есть интеграл
{\displaystyle \int \limits _{\partial W}\omega =\int \limits _{W}\,d\omega =\int \limits _{W}0=0.}
Таким образом, спаривание дифференциальных форм и цепей посредством интегрирования определяет гомоморфизм из когомологий де Рама {\displaystyle H_{\mathrm {dR} }^{k}(M)} в группу сингулярных когомологий {\displaystyle H^{k}(M;\;\mathbf {R} )}. Теорема де Рама, доказанная Жоржем де Рамом в 1931 году, утверждает, что на гладких многообразиях это отображение является изоморфизмом:
{\displaystyle H_{\mathrm {dR} }^{k}(M)\cong H^{k}(M;\;\mathbf {R} ).}
Внешнее произведение наделяет прямую сумму групп {\displaystyle H_{\mathrm {dR} }^{k}(M)} структурой кольца. Аналогичную структуру в сингулярных когомологиях {\displaystyle H^{k}(M;\;\mathbf {R} )} задаёт {\displaystyle \smile }-умножение. Теорема де Рама утверждает также, что эти два кольца когомологий изоморфны как градуированные кольца.

## Алгебраические многообразия

### Определение
Совершенно аналогично гладкому случаю, с каждым алгебраическим многообразием {\displaystyle X} над полем {\displaystyle k} связывается комплекс регулярных дифференциальных форм.
Группами когомологий де Рама многообразия {\displaystyle X} называются группы когомологий {\displaystyle H_{\mathrm {dR} }^{p}(X/k)}.

### Частные случаи когомологий де Рама
- Если {\displaystyle X} является гладким и полным многообразием, а характеристика поля {\displaystyle \mathrm {char} \,k=0}, то когомологии де Рама являются когомологиями Вейля.
- Если многообразие {\displaystyle X} есть гладкое аффинное многообразие, а поле {\displaystyle k=\mathbb {C} }, то справедлив следующий аналог теоремы де Рама:
{\displaystyle H_{\mathrm {dR} }^{p}(X/k)\cong H^{p}(X_{an},\;\mathbb {C} ),}

где {\displaystyle X_{an}} — комплексное аналитическое многообразие, соответствующее алгебраическому многообразию {\displaystyle X}.
- Например, если {\displaystyle X} — дополнение к алгебраической гиперповерхности в {\displaystyle P^{n}(\mathbb {C} )}, то когомологии {\displaystyle H^{p}(X,\;\mathbb {C} )} могут быть вычислены при помощи рациональных дифференциальных форм на {\displaystyle P^{n}(\mathbb {C} )} с полюсами на этой гиперповерхности.

### Относительные когомологии де Рама
Для любого морфизма {\displaystyle f\colon X\to S} можно определить так называемый относительный комплекс де Рама
{\displaystyle \sum _{p\leqslant 0}\Gamma (\Omega _{X/S}^{p}),}
приводящий к относительным когомологиям де Рама {\displaystyle H_{\mathrm {dR} }^{p}(X/S)}.
В случае, если многообразие {\displaystyle X} является спектром кольца {\displaystyle \mathrm {Spec} \,A}, а {\displaystyle S=\mathrm {Spec} \,B}, то относительный комплекс де Рама совпадает с {\displaystyle \Lambda \Omega _{A/B}^{1}}. 
Когомологии {\displaystyle {\mathcal {H}}_{\mathrm {dR} }^{p}(X/S)} комплекса пучков {\displaystyle \sum _{p\leqslant 0}f_{*}\Omega _{X/S}^{p}} на {\displaystyle S} называется пучками относительных когомологий де Рама. Eсли {\displaystyle f} — собственный морфизм, то эти пучки когерентны на {\displaystyle S}.